# Antilopen (Kurzfilm)
Antilopen ist ein deutscher Kurzfilm aus dem Jahre 2013, der von Patrick Häfner inszeniert wurde. Der Film kann dem Genre Thriller/Horrorfilm zugeordnet werden.

## Handlung
Die Berufsverbrecher Ralf und Sören betätigen sich als Geldeintreiber. Sie fahren zu einem Opfer namens Klaus Mahler, der ihrem Auftraggeber Bachmann 50.000 Euro schuldet.
Sören hat die Adresse von „Klaus Mahler“ aus dem Telefonbuch herausgesucht.
Beide fahren zu einem freistehenden Einfamilienhaus in einem Münchener Vorort.
Dort klingeln sie bei einem unscheinbaren Mann mit vollem Haupthaar, der behauptet, keinen Bachmann zu kennen. Sie dringen gemeinsam gewaltsam in dessen Haus ein und überwältigen ihn. Der im Wohnzimmer an einen Stuhl gefesselte Klaus Mahler betont nochmal, dass es eine Verwechslung sein muss und Sören bricht ihm den Finger. Ralf droht ihm Folter an und teilt ihm mit, dass er bei der Folter auf Weichteile spezialisiert sei.
Mahler droht den beiden Verbrechern mit dem Einschalten von Frank, seinem Anwalt, was bei Ralf zu Belustigung führt.
Als der verzweifelte Mahler sagt, er habe im Keller 9.000 Euro beginnt Ralf zu glauben, dass sie wirklich den Falschen erwischt hätten. Ralf telefoniert mit seinem Auftraggeber und es stellt sich heraus, dass der gemeinte „Klaus Mahler“ ein Glatzkopf sei.
Ralf macht Sören Vorwürfe, beglückwünscht Mahler dazu, dass ihm die Folter erspart bleibe und beschließt das Geld aus dem Keller als „Aufwandsentschädigung“ mitzunehmen.
Mahler beschreibt den beiden den Aufbewahrungsort des Geldes: Eine Tiefkühltruhe im Keller. Als Ralf und Sören im Keller merken, dass in der Tiefkühltruhe kein Geld ist, wird Ralf wütend. Er geht nach oben, um den Aufbewahrungsort mittels einer Bohrmaschine aus Mahler herauszufoltern. Sören bleibt noch im Keller und sieht sich um. Dort entdeckt er zu seinem Entsetzen menschliche Leichenteile in Einmachgläsern und einen Seziertisch mit Operationsbesteck. Er alarmiert Ralf, der von Mahler, welcher sich befreien konnte, niedergeschlagen worden war. Sören will Ralf seine Entdeckung mitteilen und schnellstens das Haus verlassen, aber Ralf will sich an Mahler rächen und sucht diesem im Haus. Sören wird er von einem Unbekannten mit einem Blasrohrpfeil betäubt. Ralf wird ebenfalls mittels Blasrohrpfeil betäubt. Ralf und Sören wachen gefesselt im Keller des glatzköpfigen Mahlers -er hat seine Perücke mittlerweile abgelegt - auf, wo dieser ihnen Frank vorstellt. Frank sei ebenfalls auf Weichteile spezialisiert und er beginnt Ralf mit der Bohrmaschine zu bearbeiten. Mit Ralfs Schmerzens- bzw. Todesschreien endet der Film.

## Besetzung
- Antoine Monot Jr.: 	Sören
- Heinrich Schafmeister: 	Ralf
- Fabian Busch: 	Mahler
- Markus Knüfken: 	Frank